# امیرآباد (بروجرد)
امیرآباد روستایی است از توابع شهرستان بروجرد در استان لرستان. این روستا در دهستان گودرزی در بخش اشترینان این شهرستان قرار دارد.

## جمعیت
بنابر سرشماری مرکز آمار ایران، جمعیت امیرآباد در سال ۱۳۹۵ برابر با ۱۴۰ نفر بوده است که از این میان ۷۲ نفر مرد و بقیه زن بوده‌اند. این روستا ۴۴ خانوار دارد.